# 2NE1 (миниалбум от 2011)
2NE1 е вторият миниалбум на едноименната група 2NE1 издаден на 28 юли 2011 г., продуциран от Теди Пак и Стони Скънг. На 21 септември същата година е преиздаден на японски език под името Nolza.

## Издаване
Ден преди издаването на миниалбума, момичетата от групата обяват, че на всеки четири седмици ще пускат по един видеоклип към синглите. Промоциите на албума приключили на 21 август 2011 г. по музикалната програма „Инкигайо“.

## Списък с песните

### Оригинален траклист
1. „I Am the Best“ (내가 제일 잘 나가) – 3:30
2. „Ugly“ – 4:08
3. „Lonely“ – 3:29
4. „Hate You“ – 3:33
5. „Don't Cry (соло песен на Пак Бум)“ – 3:12
6. „Don't Stop the Music“ – 3:50

### Интернационална версия
1. „Ugly“ – 4:08
2. „Lonely“ – 3:29
3. „Hate You“ – 3:33
4. „Don't Cry (соло песен на Пак Бум)“ – 3:12
5. „Don't Stop the Music“ – 3:50

### Nolza
1. „I Am the Best“ – 3:31
2. „Ugly“ – 4:11
3. „Lonely“ – 3:30
4. „Hate You“ – 3:33
5. „Don't Stop the Music“ – 3:50

### Nolza (Type A)
1. „I Am The Best“
2. „Ugly“
3. „Lonely“
4. „Hate You“

### Nolza (Type B)
1. „Highlights from 2NE1TV Season 1 & 2“

## Класиране

### Южна Корея

#### Гаон
| класация                           | позиция |
| ---------------------------------- | ------- |
| South Korea Album Chart (седмична) | 1       |
| South Korea Album Chart (месечна)  | 1       |

### Япония

#### Орикон
| класация             | позиция |
| -------------------- | ------- |
| Daily Albums Chart   | 1       |
| Weekly Albums Chart  | 1       |
| Monthly Albums Chart | 11      |

### САЩ

#### Билборд
| класация                    | позиция |
| --------------------------- | ------- |
| U.S. Billboard World albums | 4       |